# スラヴ人よ
『スラヴ人よ』とは、スラヴ人への賛歌であり、1834年に汎スラヴ運動の歌として『スロバキア人よ』(Hej, Slováci) として作詞された。その後ソコル運動やユーゴスラビアの国歌、セルビア・モンテネグロの国歌となった。また、スロバキア人の第2の非公式な歌でもあり、1939年から1945年まで存続したスロバキア共和国 (1939年-1945年)の国歌に採用されていた。メロディーはポーランドの国歌でもあるドンブロフスキのマズルカに基づくが、よりテンポが遅く、強くされている。ドンブロフスキのマズルカは作曲者が不明なため、その関係で『スラブ人よ』の作曲者についても不明である。
各言語での題名は以下の通り：
- ウクライナ語: Гей, Слов'яни
- クロアチア語: Hej, Slaveni
- スロバキア語: Hej, Slováci
- スロベニア語: Hej, Slovani
- セルビア語: Хеј Словени / Hej, Sloveni
- チェコ語: Hej, Slované
- ブルガリア語: Хей, Славяни
- ベラルーシ語: Гэй, Славяне
- ポーランド語: Hej Słowianie
- ボスニア語: Hej, Slaveni
- マケドニア語: Еј, Словени
- ロシア語: Гей, Славяне

## 『スロバキア人よ』
歌詞はスロバキアの聖職者であり、且つ詩人及び歴史家でもある Samuel Tomášik が1834年にプラハを訪れた際に書かれた。
プラハの通りでチェコ語よりドイツ語の方が多く聞こえて来た事に反感を持ち、日記にこう記している：
- …もし西スラブ世界の真珠、母なるプラハが、ドイツ語の海の中に消えてしまうとしたら、プラハを精神的な栄養とするわが親愛なる母国スロバキアの行く手に何が待っているだろう。このような考えに縛られながら、私は古いポーランドの歌（注：ドンブロフスキのマズルカ）、『Jeszcze Polska nie zginęła, kiedy my żyjemy（われらが生きる限り、ポーランドはまだ消えない）』を思い出していた。この慣れ親しんだメロディーは、私の心に『Hej, Slovaci, ešte naša slovenska reč žije（おい、スロバキア人よ、われらのスロバキア語はまだ生きている）』という挑戦的な内容の詩を噴き出させた。…私は部屋に駆け込み、キャンドルをともし、日記帳に鉛筆で三つの節を書き込んだ。こうして歌は一瞬で出来上がった。（1834年11月2日日曜日の Samuel Tomášik の日記より）

## 汎スラヴの賛歌
彼は直ぐに全スラヴを含む歌詞に書換え、その後、主にオーストリアに支配されているスラヴの地で、『スラヴ人よ』はスラヴ人のナショナリズム（国家主義）や汎スラヴの感情に対する広く知られた団結の歌となった。そして、多くの雑誌やカレンダーに印刷され、政治的な集会でも歌われ、汎スラヴ運動の非公式な賛歌となった。
ソコル運動の公式な賛歌となった時、汎スラヴの理想に基づき、オーストリア・ハンガリーの全域に亘って支持は増加。1905年、リュブリャナにてスロベニアの詩人である France Prešeren の記念碑建設の際には群衆が『スラヴ人よ』を歌い祝った。第一次世界大戦では、同じ民族感情を伝えて流血を防ぐ為、最前線の両側からスラヴ人の兵士が歌い、オーストリア＝ハンガリー軍に徴兵された多くのスロベニア、クロアチア、セルビアのソコル会員は、セルビア軍やロシア軍に対し自ら降伏し、しばしば寝返ってさえいた。歌はバルカン諸国やロシア全域で彼らと共に広がり、両大戦の間も人気は衰えなかった。

## スロバキアの賛歌
スロバキアに於いては、特に革命の際に『スロバキア人よ』は、近現代を通してスロバキア人の非公式な歌と考えられている。第一次世界大戦の後、『稲妻がタトラの上を走り去り』がチェコスロバキア及びスロバキアの国歌とされた後も、スロバキア人、特に国家主義者達の間では、「第二の」国歌と考えている。また、第二次世界大戦中のスロバキア共和国（1939年-1945年）の公式な国歌でもあった。

## ユーゴスラビア
『スラヴ人よ』のユーゴスラビアに於ける最初の動きはイリュリア運動の時であった。Dragutin Rakovac は歌詞を訳し、『イリュリア人よ (Hej, Iliri)』と名づけた。第二次世界大戦の時まで、イリュリア人がスラヴ人になった以外は、翻訳に於いて色々な変化で苦しむ事も無かった。
1941年、第二次世界大戦はユーゴスラビア王国を巻込んだ。枢軸国が4月初めに侵出し、ユーゴスラビア王立軍は崩壊、11日で降伏した。ユーゴスラビア王国の国歌が王や王国に触れていた為、反王政主義者であるヨシップ・ブロズ・チトーに指導されたパルチザンと彼のユーゴスラビア共産党はそれを避け、代りに『スラヴ人よ』を国歌とした。歌はユーゴスラビア人民解放反ファシスト会議（AVNOJ、抵抗勢力の立法府）の二度の会議で歌われ、そして次第にユーゴスラビア社会主義連邦共和国の国歌とする考えは広くなっていった。
旧国歌は1945年の解放の後、正式に破棄されたが、新たな国歌は採用されなかった。他の曲を国歌として推進する試みはあったが、どれも支持を得ず、『スラヴ人よ』は非公式のまま使われ続けた。そして、1977年により良い案を探す事を断念し『スラヴ人よ』が正式な国歌となった。

## セルビア・モンテネグロ
1991年から1992年の分裂の後に残ったセルビアとモンテネグロによるユーゴスラビアでは『スラヴ人よ』は国歌として使われ続け、2003年にセルビア・モンテネグロと改名した際、新国歌を採用する予定であったが、国の象徴について合意が得られず、『スラヴ人よ』が使われ続けた。評価は必ずしも芳しくなく、サッカーセルビア・モンテネグロ代表の試合で流れた際はセルビア人サポーターが頻繁にブーイングを行った。
セルビアの国歌『正義の神』とモンテネグロの国歌『五月の夜明け』を合わせた歌も提案されたが、モンテネグロ・セルビア人民党とモンテネグロ社会人民党から異議が出され、取り消された。
そして2006年6月3日、モンテネグロとセルビアはそれぞれ独立し『スラヴ人よ』は国歌として使われる事はなくなった。